# Книга из Дарроу
Книга из Дарроу, Евангелие из Дарроу (англ. Book of Durrow) — иллюминированный манускрипт, созданный в VII веке. Место создания точно не установлено, возможно книга была создана в Нортумбрии (Северная Англия) или в Аббатстве Дарроу в графстве Лаоис, Ирландия. Книга содержит Евангелия, и, вероятно, является старейшей из дошедших до нас полных иллюстрированных книг с Евангелиями, созданных в Британии и Ирландии. Содержимое — четыре Евангелия и вспомогательные таблицы в предисловии к ним. Формат книги 247 на 228 мм, книга состоит из 248 пергаментных листов. Содержит большое количество миниатюр, включая шесть «ковёрных» страниц, полностью занятых узорами, полностраничную миниатюру с символами четырёх Евангелистов, четыре полностраничных миниатюры с символами каждого евангелиста и шесть страниц с декорированным текстом. Книга написана островным шрифтом (insular script).